# Adina Sand
Adina Lovisa Sand, född 21 november 1880 i Eksjö, Jönköpings län, död 24 februari 1976 i Katarina församling, Stockholms stad, var en svensk konstnär och teckningslärare med vykort som specialitet. Hon ansågs influerad av bland andra Jenny Nyström och Carl Larsson. 
Adina Sand var i huvudsak verksam i Varberg dit hon kom 1909 för att arbeta som teckningslärare vid flickskolan och realskolan. Större delen av sin tid i staden var hon bosatt på fästningen. Hon förblev ogift och flyttade 65 år gammal till en syster i Stockholm.
Ronald Johansson, samlare av Varbergiana, har huvuddelen av hennes bilder bevarade, hela 1200 av de cirka 1300 som hon åstadkom under sin levnad.